# Överraskad
Överraskad eller Tiger i en tropisk storm (franska: Surpris eller Tigre dans une tempête tropicale) är en oljemålning av den franske naivistiske konstnären Henri Rousseau. Den målades 1891 och ingår sedan 1972 i samlingarna på National Gallery i London. 
Rousseau var självlärd och skildrade ofta i ett oskolat naivt manér fantasifulla och exotiska motiv i en stelnad drömvärld. Överraskad var den första i en rad djungelmålningar som kom att bli Rousseaus kännetecken (till exempel Ormtjuserskan). Han förberedde sig mycket noggrant med många skisser. Inspiration fick han från studier i botaniska och zoologiska trädgårdar. Tack vare en överenskommelse med en av trädgårdsmästarna på Jardin des Plantes kunde han sitta i timmar i växthuset och teckna. Hans eget påstående att han varit utomlands och som ung besökt Mexiko stämde sannolikt inte. 